# 阿尔比西尼
阿尔比西尼（法語：Arbusigny，法語發音：[aʁbyziɲi]）是法国上萨瓦省的一个市镇，属于圣于连昂热讷瓦区。

## 地理
阿尔比西尼（46°5'30"N, 6°13'6"E）面积12.25 平方千米，位于法国奥弗涅-罗讷-阿尔卑斯大区上萨瓦省，该省份为法国东部省份，历史上为薩伏依的一部分，北与瑞士接壤，西接安省，南至萨瓦省，东与瑞士和意大利接壤。
与阿尔比西尼接壤的市镇（或旧市镇、城区）包括：拉沙佩勒朗博、佩尔-瑞西、雷尼耶-埃斯里、勒萨佩、菲利耶尔。

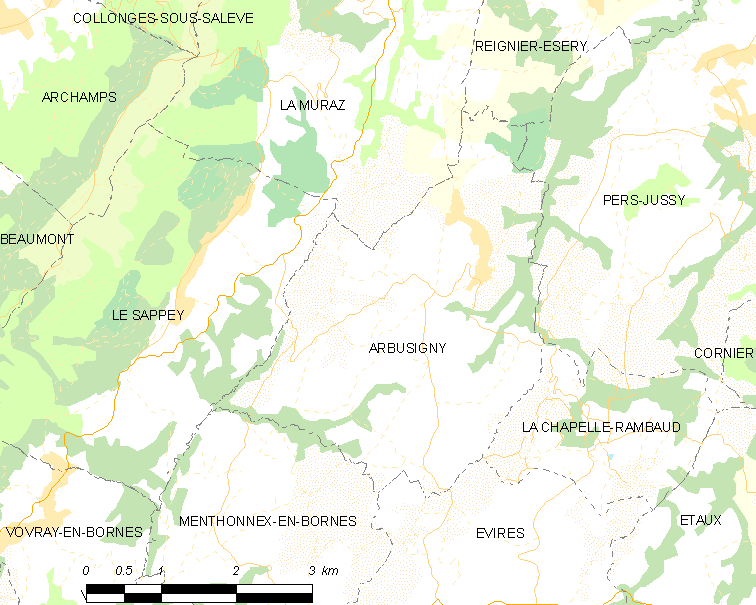
阿尔比西尼的OSM定位图

阿尔比西尼的时区为UTC+01:00、UTC+02:00（夏令时）。

## 行政
阿尔比西尼的邮政编码为74930，INSEE市镇编码为74015。

## 政治
阿尔比西尼所属的省级选区为福龙河畔拉罗什县。

## 人口

1962-2008年间阿尔比西尼人口变化图示

阿尔比西尼于2022年1月1日时的人口数量为1136人。